# Sylvia Beach
Sylvia Beach, rodným jménem Nancy Woodbridge Beach (14. března 1887 – 5. října 1962), byla americká knihkupkyně a nakladatelka, žijící po většinu života v Paříži.
Narodila se v Baltimoru a do Francie odešla s rodinou počátkem 20. století. Později sa vrátili do USA, ale nakonec se natrvalo usadila v Paříži. Byla majitelkou původního knihkupectví Shakespeare and Company (nezaměňovat s Shakespeare and Company, které v roce 1951 rovněž v Paříži otevřel George Whitman pod názvem Le Mistral a později přejmenoval na Shakespeare and Company), které založila v roce 1919 a vedla až do nuceného uzavření v roce 1941. Setkávali se v něm mj. američtí spisovatelé žijící v Paříži.
V roce 1922 vydala román Odysseus irského spisovatele Jamese Joyce. Počátkem 40. let byla na šest měsíců uvězněna. V roce 1956 vydala knihu vzpomínek Shakespeare and Company. Zemřela v Paříži ve věku 75 let.